# STS-91
STS-91 est une mission de la navette spatiale Discovery et la onzième du programme russo-américain Shuttle-Mir.

## Équipage
- Commandant : Charles Precourt (4)  États-Unis
- Pilote : Dominic L. Gorie (1)  États-Unis
- Spécialiste de mission : Wendy B. Lawrence (3)  États-Unis
- Spécialiste de mission : Franklin R. Chang-Diaz (6)  États-Unis
- Spécialiste de mission : Janet Lynn Kavandi (1)  États-Unis
- Spécialiste de mission : Valeri Rioumine (4)  Russie

Retour sur Terre à bord de la navette:
- Andrew Thomas (2)  États-Unis

Le chiffre entre parenthèses indique le nombre de vols spatiaux effectués par l'astronaute au moment de la mission.

## Paramètres de la mission
- Masse :
  - Navette à vide : 117 861 kg
  - Chargement : 16 537 kg
- Périgée : 350 km
- Apogée : 373 km
- Inclinaison : 51,7°
- Période : 91,8 min

### Amarrage à la station Mir
- Début: 4 juin 1998, 16 h 58 min 30 s UTC
- Fin: 8 juin 1998, 16 h 01 min 48 s UTC
- Temps d'amarrage: 3 jours, 23 heures, 3 minutes, 18 secondes

## Objectifs
Cette mission fut la dernière mission vers la station spatiale Mir.
La mission a également permis de tester le prototype de spectromètre magnétique alpha AMS-01 afin de valider l’utilisation dans l’espace des technologies qui seront ensuite utilisées par l'instrument final AMS-02 (déployé ultérieurement sur la station spatiale internationale).

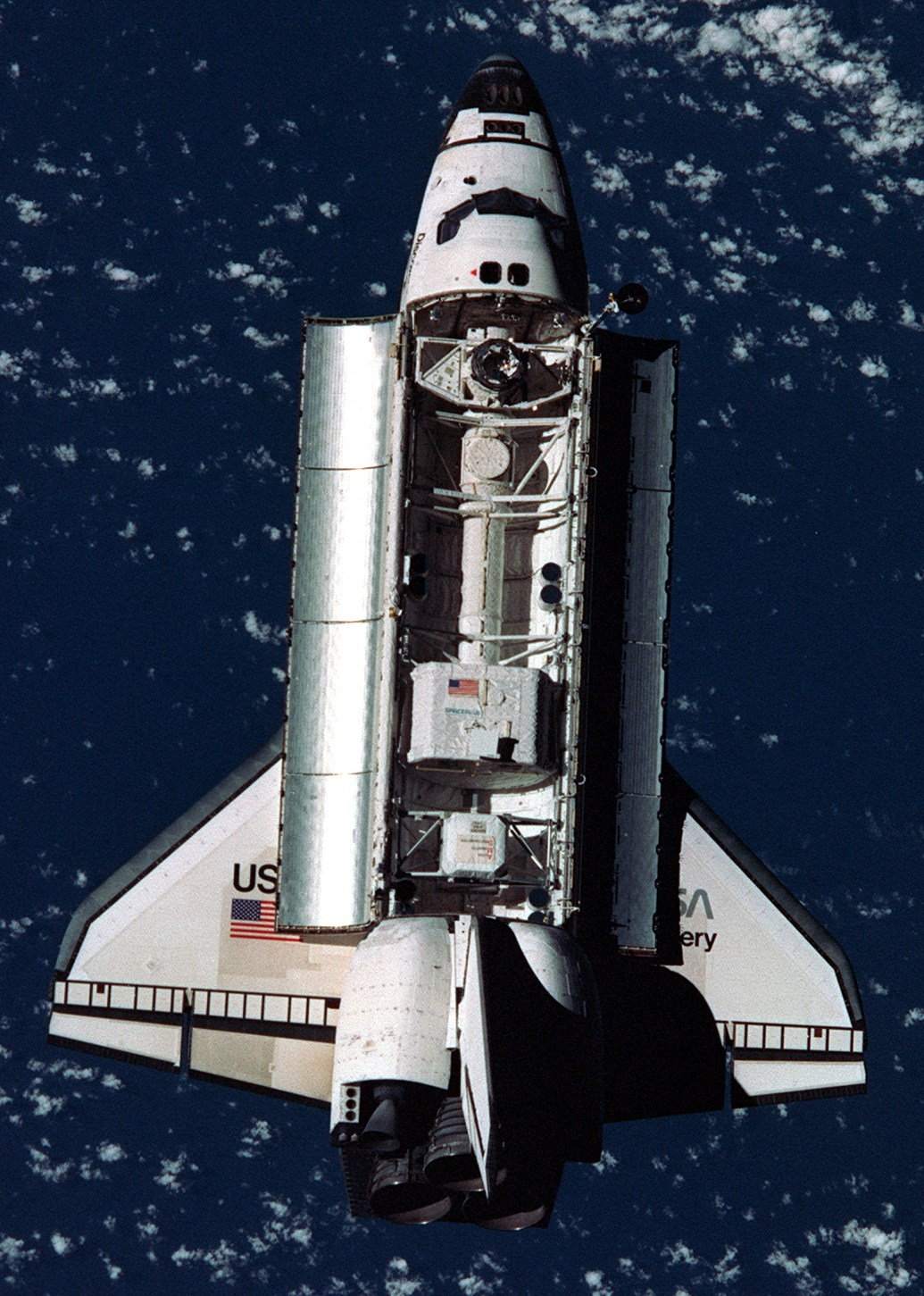